# アルトゥール・ホリッチャー

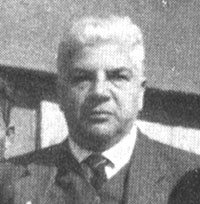
アルトゥール・ホリッチャー

アルトゥール・ホリッチャー（Arthur Holitscher、1869年8月22日 − 1941年10月14日）は、ハンガリー・ペシュト（現：ブダペスト）出身のドイツ語作家。旅行作家、エッセイスト、小説家、劇作家、演出家として知られる。

## 来歴
ホリッチャーは富裕なユダヤ商人の家に生まれ、家庭教師からはドイツ語の授業を、ラビからは宗教の授業を受けた。父はブダペストの豪商エドゥアルト・ホリッチャー（1839年 − 1899年）、母はエドゥアルトの姪へルミネ・アルトシュテッター（1849年 − 1912年）であった。自分を「木偶の坊（Nichtsnutz）」扱いした母については、鼻から拒否していた。彼自身は自分はオーストリア人かドイツ人であると思っていたが、ハンガリー系ユダヤ人であるとは考えていなかった。大学試験（Reifeprüfung）の後、両親の望みにより、ブダペスト、フィウメ、ウィーンにて銀行員となるが、6年後にこの職をやめる。
1890年以来、ホリッチャーは物語やドイツ自然主義形式の短編小説を書きはじめた。彼の関心は、ゲアハルト・ハウプトマンやアルノ・ホルツ、ヨハネス・シュラーフにあった。

### パリとミュンヘン
パリの無政府主義者との個人的で文学的な付き合いやクヌート・ハムスンの本を読んで影響を受けたホリッチャーは1895年以来、パリでフリーのライターとなった。ここで彼ははなはだ孤独感を味わった。1895年秋、ミュンヘンの出版業者アルベルト・ランゲンにより、最初の小説『白い恋（Weiße Liebe）』が刊行される。1896年、ミュンヘンに引っ越した後、ランゲンが編集する雑誌『無邪気（Simpliccissimus）』の編集者となった。トーマス・マンは、ホリッチャーを小説『トリスタン（Tristan）』の中で冷酷に描かれる人物デートレフ・シュピネルのモデルにするため、彼を長く観察していたという。1907年、ホリッチャーはベルリンに移住し、出版業者ブルーノ・カッシーラーの下で共同編集者となった。

### 旅行と亡命
旅行作家としては第一に、サミュエル・フィッシャーの委託を受けて（フィッシャーとは1907年から長い付き合いがあったが、ナチスによる焚書後、終わりを告げる）、合衆国へ行った。この旅行からはホリッチャの最も有名な作品『アメリカ 今日と明日（Amerika Heute und Morgen）』が生まれた。本書によって1912年、彼は作家としての突破口に達した。フランツ・カフカは小説『アメリカ』執筆の際、多くの細かな点をホリッチャーの本から借用したという。
1933年、ホリッチャーの著作は、訪露レポート『ソヴェト・ロシアでの三ヶ月（Drei Monate in Sowjet-Rußland）』（1921年）を含めて「「根絶すべき文献」リスト（Liste der "auszumerzenden Literatur"）」に入れられ、焚書に遭った。ホリッチャーはパリ、そしてジュネーヴへ亡命した。1939年以降、生活は困窮し、ジュネーヴの救世軍の宿泊所に寝泊まりし、1941年10月14日、そこで息を引き取った。弔辞はロベルト・ムージルが送った。

## 作品
- Leidende Menschen, Novelle, 1893
- Weiße Liebe, Roman, 1896
- Der vergiftete Brunnen, Roman in 3 Büchern, 1900
- An die Schönheit, 1897
- Das sentimentale Abenteuer, 1901
- Von der Wollust und dem Tode, 1902
- Charles Baudelaire, 1904
- Leben mit Menschen, 1910
- Der Golem. Ghettolegende in drei Aufzügen, 1908
- Worauf wartest du?, Roman, 1910
- Amerika Heute und Morgen, Reiseerlebnisse, 1912
- Geschichten aus zwei Welten, 1914
- In England − Ostpreußen − Südösterreich. Gesehenes und Gehörtes, 1915
- Das amerikanische Gesicht, 1916
- Bruder Wurm, 1918
- O. Wilde: Ballade des Zuchthauses zu Reading, Übersetzung, 1918
- Schlafwandler, Erzählung 1919
- Adela Bourkes Begegnung, Roman, 1920
- Ideale an Wochentagen, 1920
- Drei Monate in Sowjet-Russland, 1921
- Gesang an Palästina, 1922
- Stromab die Hungerwolga, 1922
- Reise durch das jüdische Palästina, 1922
- Ekstatische Geschichten, 1923
- Frans Masereel, mit Stefan Zweig, 1923
- Lebensgeschichte eines Rebellen. Meine Erinnerungen, 2 Bände, 1924
- Das Theater im revolutionären Russland, 1924
- Der Narrenbaedeker. Aufzeichnungen aus Paris und London, 1925
- Ravachol und die Pariser Anarchisten, 1925
- Das unruhige Asien. Reise durch Indien − China − Japan, 1926
- Mein Leben in dieser Zeit (1907–1925) (Autobiographie, zweiter Band), 1928
- Reisen, 1928
- Es geschah in Moskau, Roman, 1929
- Wiedersehn mit Amerika, 1930
- Es geschieht in Berlin, Roman, 1931
- Ein Mensch ganz frei, Roman, 1931